# 広島県立加計高等学校
広島県立加計高等学校（ひろしまけんりつ かけこうとうがっこう、英称：Hiroshima Prefectural Kake High School）は、広島県山県郡安芸太田町大字加計にある県立高等学校。

## 概要
1922年（大正11年）創立の「八重実業学校」を前身とする。

### 学校データ
- 分校：芸北分校（げいほく）
- 設置課程・学科：全日制課程 普通科
- 学区
  - 本校の所定の学区は広島県全域。
  - 芸北分校の学区は広島県全域に加えて県境の島根県波佐・小国地区から通学する生徒もいる。
  - 上記の学区に加え、県外からの志願者も受け入れている。
- 校訓：誠実・自主・気魄
- 校章
  - 1948年（昭和23年）5月の新制高等学校発足にあたり新たに制定された。生徒に図案が募集された結果、シンボルツリーの「落合の松」の松葉を図案化されたデザインが選出された。
- 校歌
  - 作詞は大槻正雄、作曲は長橋熊次郎による。歌詞は3番まであり、校名は登場しない。また芸北分校には分校歌もある。
- 通学手段
  - 2003年（平成15年）11月30日にJR可部線、可部 - 三段峡間が廃止になり、そのため当高校の生徒が通学に使用していた鉄道が無くなった（最寄駅は加計駅であった）。そのため鉄道に比べ高額になった代替バスの交通費に対し地元安芸太田町は支援組織「加計高校を育てる会」を通して生徒のバス通学費の半額を支援している。

## 沿革

### 旧・実業学校時代
- 1922年（大正11年）
  - 4月2日 - 臨時山県郡会において、「八重実業学校」の設立が決議される。
  - 4月17日 - 設立が認可され、八重本校に本科男子部、加計分校に専修科女子部を設置。
    - 生徒定員を100名、修業年限を2ヶ年とする。
- 1923年（大正12年）4月1日 - 広島県へ移管され、「広島県立八重実業学校」と改称。
- 1928年（昭和3年）4月1日 - 加計分校の校地に「広島県立加計実業学校」が開校。
- 1930年（昭和5年）5月21日 - 加計町と太田五か町村の寄付により新築された校舎に移転。
- 1931年（昭和6年）2月1日 - 「広島県立加計実業女学校」と改称。
- 1940年（昭和15年）4月1日 - 男子部を併置し「広島県立加計実業学校」と改称。

### 新制高等学校
- 1948年（昭和23年）
  - 5月3日 - 学制改革（六・三・三制の実施）により、実業学校が廃止され、新制高等学校「広島県加計高等学校」が発足。
    - 全日制普通科・家庭科・農業科・林業科を設置し、修業年限を3ヶ年とする。

  - 5月31日 - 本校に定時制課程（修業年限4ヶ年）を設置。また定時制分校2校（戸河内・中野）を設置。
- 1953年（昭和28年）3月31日 - 本校の定時制課程を廃止。
- 1958年（昭和33年）4月1日 - 中野分校を芸北分校に改称。
- 1962年（昭和37年）4月1日 - 芸北分校が改編により全日制分校として発足。生活科が家政科に改称される。
- 1964年（昭和39年）
  - 4月1日 - 戸河内分校の生徒募集を停止。
  - 12月17日 - 筒賀農場に農具室が完成。
- 1966年（昭和41年）
  - 2月28日 - 本館が完成。
  - 3月31日 - 筒賀農場に畜舎が完成。
- 1967年（昭和42年）3月31日 - 定時制戸河内分校を廃止。
- 1968年（昭和43年）
  - 3月17日 - 本館を増築。
  - 10月1日 -「広島県立加計高等学校」（現校名）に改称（県の後に「立」が加えられる）。
- 1971年（昭和46年）
  - 3月12日 - 温室が完成。
- 1972年（昭和47年）7月11日 - 昭和47年7月豪雨により、倉庫・車庫・自転車置場等を流失。
- 1973年（昭和48年）3月31日 - 鉄筋コンクリート造2階建ての寄宿舎が完成。
- 1976年（昭和51年）5月12日 - 第二校舎（第一期工事、理科・視聴覚教室）が完成（鉄筋コンクリート造4階建て）。
- 1977年（昭和52年）5月31日 - 第二校舎（第二期工事、進路指導室・普通教室）が完成。
- 1978年（昭和53年）8月4日 - 第二校舎（第三期工事、調理室・LL教室・音楽室）が完成。
- 1982年（昭和57年）3月31日 - 第二校舎（第四期工事、家庭科室・会議室・部室）が完成。語らいの広場が完成。
- 1983年（昭和58年）
  - 3月31日 - 温室・ボイラー室が完成。
  - 5月25日 - 鉄筋コンクリート造2階建て校舎が完成。
- 1984年（昭和59年）3月31日 - 寄宿舎を廃止。
- 1985年（昭和60年）
  - 1月28日 - 筒賀農場に管理棟・ポンプ室が完成。
  - 10月2日 - 農林科実習棟が完成。
- 1987年（昭和62年）8月15日 - 格技場が完成。
- 1990年（平成2年）11月30日 - 本館校舎のリフレッシュ工事を実施。
- 1991年（平成3年）9月27日 - 台風19号により、筒賀農場畜舎等が全壊。
- 1992年（平成4年）
  - 4月1日 - 家政科と農林科の募集を停止し、産業技術科を設置。
  - 12月15日 - 台風で全壊した筒賀農場育成舎を再建。
- 1993年（平成5年）11月30日 - 本館校舎（外装）リフレッシュ工事を実施。
- 1994年（平成6年）3月31日 - 家政科と農林科を廃止。
- 2000年（平成12年）4月1日 - 産業技術科の募集を停止。
- 2001年（平成13年）3月22日 - 第二校舎のリフレッシュ工事を実施。
- 2002年（平成14年）
  - 3月29日 - 学校トイレ美化活動推進事業により、一号棟の2・3階トイレの改修工事が完成。
  - 3月31日 - 産業技術科を廃止。またこれに伴い、筒賀農場を閉鎖。
- 2004年（平成16年）
  - 3月5日 - 寄宿舎を解体撤去。
  - 3月12日 - 自転車置場を新設。
- 2014年（平成26年） - 中四国の公立で初の射撃場が完成[1]。
- 2015年（平成27年） - 生徒の全国募集を始める。
- 2019年（平成31年） - スカート、ズボンとネクタイ、リボンを男女ともに自由に選択できる新制服が誕生する。
- 2021年（令和3年）4月1日  -公式Twitter、Instagram、Facebookから2022年の2月に新しい寮『人材・育成センター(仮)』が安芸太田町より建設される事が発表される。

## 部活動
広島県内の高等学校で唯一、射撃部を設置している。
- 運動部 - バレーボール、野球、射撃、卓球
- 文化部 - 美術、茶華道、軽音楽

## アクセス
- 広電バス「巴町」停留所、「加計中央」停留所

## 連携中学校（本校）
- 安芸太田町立加計中学校
- 安芸太田町立安芸太田中学校

## 周辺
- 安芸太田町立加計小学校
- 加計認定こども園あさひ

## 著名な出身者
- 別所キミヱ（パラ卓球選手）